# Војислав Нановић
Војислав Нановић (Скопље, 12. август 1922 — Београд, 10. август 1983) био је српски и
југословенски филмски редитељ.

## Биографија
Рођен је у Скопљу 12. августа 1922. године, а када је имао пет година породица се преселила у Београд. У Београду је завршио основну школу и гимназију. Након Другог светског рата положио је пријемни на Ликовној академији, али је завршио у новинарској школи, после које је радио у листу Политика. Од 1945. године био је шеф прве редакције Филмских новости.
Након кратког времена, преко посла редактора филмских журнала, улази у филмску индустрију. На почетку је снимао углавном документарне филмове. Нановићев први играни филм је био Бесмртна младост, у ком је дебитовао Раде Марковић. После тога је снимио Чудотворни мач 1950. године, један од ретких српских и југословенских филмова из жанра фантастике, а који је стекао култни статус. У наредној деценији постаје најпродуктивнији домаћи режисер и један од најзапаженијих аутора, који се огледао у готово свим филмским жанровима. Писац је сценарија за већину својих филмова, а упоредо са радом на играном филму реализује десетак документарних филмова, репортажа, рекламних и пропагандних филмова. Режирао је филмове као што су Фросина и Шолаја, да би наредним филмовима као што је Три корака у празно, најавио црни талас. Године 1958, реализује филм Погон Б, док 1960. године реализује тада свој последњи дугометражни играни филм Боље је умети.
Крајем 1950-их, један ревизионистички талас у култури доводи у питање потребу друштва за филмовима какве је до тада стварао Воја Нановић. Овај талас критике је пре свега оспоравао вредност његових филмова, те му је практично било онемогућено даље бављење филмом. Разочаран таквом ситуацијом, 30. априла 1963. напушта Југославију и одлази у САД.
У Америци у почетку обавља тешке физичке послове и похађа филмску школу, а потом ради послове монтажера. Радио је за ТВ компанију АБЦ, основао је сопствену филмску компанију и реализовао за америчко тржиште наменске пројекте а писао је сценарија и припремао пројекте за филмове које би реализовао по повратку у Југославију. Оболевши од тешке болести крајем 1970-их напушта Америку и враћа се у Југославију где ради десетак наменских филмова које приказују лепоте државе и њене туристичке перспективе.
Био је ожењен Миланком Младеновић (Нановић), која је монтирала готово све његове филмове, а после повратка из Америке касније се оженио Маријом Рајковић. Добио је признање за допринос југословенској кинематографији „Плакета Југословенске кинотеке за заслуге” и награде УСУФ-а (Удружење самосталних уметника фотографије Србије) чији је био дугогодишњи председник. Преминуо је 10. августа 1983. године у време рада на документарном филму о граду у коме је провео највећи део свог живота (Слободарски Београд). Сахрањен је у Алеји заслужних грађана на Новом гробљу у Београду.

## Филмографија
| Год.  | Назив                                    | Жанр                     | Награда |
| ----- | ---------------------------------------- | ------------------------ | ------- |
| 1946. | Свесловенски конгрес                     | кратки документарни филм |         |
| 1946. | Парада победе                            | кратки документарни филм |         |
| 1946. | Балканске игре                           | кратки документарни филм |         |
| 1947. | Смотра младости                          | кратки документарни филм |         |
| 1947. | Први мај 1947. године                    | кратки документарни филм |         |
| 1948. | Бесмртна младост                         | ратни (партизански)      |         |
| 1950. | Чудотворни мач                           | фантастика/авантура      |         |
| 1952. | Фросина                                  | драма                    |         |
| 1953. | Циганка                                  | драма                    |         |
| 1954. | Балкан у борби за мир                    | кратки документарни филм |         |
| 1955. | Пробуђена земља                          | кратки играни филм       |         |
| 1955. | Шолаја                                   | ратни (партизански)      |         |
| 1955. | Корак напред                             | кратки документарни филм |         |
| 1955. | ИКЛ Индустрија кугличних лежајева        | кратки документарни филм |         |
| 1957. | Земун: Град у сенци                      | кратки документарни филм |         |
| 1957. | ИНСА                                     | кратки документарни филм |         |
| 1958. | VII Конгрес савеза комуниста Југославије | кратки документарни филм |         |
| 1958. | Три корака у празно                      | драма                    |         |
| 1958. | Погон Б                                  | драма                    |         |
| 1958. | Нова шумска богатства                    | кратки документарни филм |         |
| 1960. | Боље је умети                            | драма                    |         |
| 1960. | Змај I                                   | кратки документарни филм |         |
| 1960. | Змај II                                  | кратки документарни филм |         |
| 1972. | Језера Југославије                       | кратки документарни филм |         |
| 1973. | Свети Стефан                             | кратки документарни филм |         |
| 1974. | Југославија − спортске игре              | кратки документарни филм |         |
| 1974. | Југославија − фолклорне игре             | кратки документарни филм |         |
| 1974. | Хотели у Југославији                     | кратки документарни филм |         |
| 1974. | Добродошли у Црну Гору                   | кратки документарни филм |         |
| 1976. | Откријте Јадран за себе                  | кратки документарни филм |         |
| 1977. | Југославија − туристичке импресије       | кратки документарни филм |         |
| 1979. | Југословенски текстил                    | кратки документарни филм |         |
| 1981. | Национални паркови Југославије           | кратки документарни филм |         |
| 1983. | Марине                                   | кратки документарни филм |         |
| 1985. | Слободарски Београд                      | документарни филм        |         |
| 2021. | Нечиста крв - грех предака               | сценарио                 |         |
| 2021. | Нечиста крв (ТВ серија)                  | сценарио                 |         |

- извор[9]

## Награде и признања
- Добитник плакете Југословенске кинотеке
- Награда Удружења самосталних уметника фотографије Србије
- Сто српских играних филмова (1911-1999) проглашених за културно добро од великог значаја — Чудотворни мач (1950)[10]